# 김원규 (1961년)
김원규(金元奎, 1961년 10월 7일~)는 대한민국의 정치인이다. 제8·9대 대구광역시의원이다.

## 학력
- 영남이공대학교 경영계열 졸업

## 경력
- 우리마을교육나눔 현풍면 위원장
- (주)한국협화 대구지점 대표
- 자유한국당 대구광역시당 달성군 당원협의회 홍보위원장
- 2018. 7.~2022. 6. 제8대 대구광역시의회 의원
- 2022. 7.~ 제9대 대구광역시의회 의원
  - 2024. 7.~ 제9대 대구광역시의회 후반기 부의장

## 역대 선거 결과
|  | 44.95% |

|  | 70.84% |